# Nikołaj Zawaruchin
Nikołaj Nikołajewicz Zawaruchin, ros. Николай Николаевич Заварухин (ur. 18 marca 1975 w Ufie) – rosyjski hokeista, trener hokejowy.
Jego ojciec Nikołaj (ur. 1944) i kuzyn Aleksiej (ur. 1980) także zostali hokeistami. 

## Kariera zawodnicza
- Awangard Ufa (1990-1992)
- Saławat Jułajew Ufa (1991-1994)
- Nowoil Ufa (1992/1994)
- CSKA Moskwa (1994-1996)
  -  CSKA 2 Moskwa (1994-1996)
- Saławat Jułajew Ufa (1996-1999)
- Nowoil Ufa (1996/1998)
- Ak Bars Kazań (1999-2000)
  -  Ak Bars 2 Kazań (1999-2000)
- Łada Togliatti (2000-2001)
- Saławat Jułajew Ufa (2001-2008)
  -  Saławat Jułajew 2 Ufa (2001/2002)
- Mietałłurg Magnitogorsk (2005, 2008-2009)

Wychowanek Saławata Jułajew Ufa.

## Kariera trenerska
- Saławat Jułajew Ufa SDJuSZOR (2009-2010), trener
- Batyr Nieftiekamsk (2011-2013), asystent trenera
- Sibirskie Snajpiery Nowosybirsk (2013-2014), główny trener
- Toros Nieftiekamsk (2014-2015), asystent trenera
- Sibirskie Snajpiery Nowosybirsk (2015), główny trener
- Nieftiechimik Niżniekamsk (2015-2016), asystent trenera
- Awtomobilist Jekaterynburg (2016-2019), asystent trenera
- Sibir Nowosybirsk (2019-2021), główny trener
- Awtomobilist Jekaterynburg (2021), asystent trenera
- Awtomobilist Jekaterynburg (2021-), główny trener

Po zakończeniu kariery zawodniczej podjął pracę trenerską. W sezonach 2011/2012 i 2012/2013 był asystentem trenera w zespole Batyr Nieftiekamsk, występującego w rozgrywkach MHL-B. W połowie 2013 został głównym trenerem zespołu Sibirskich Snajpierów Nowosybirsk z ligi MHL w edycji 2013/2014. W czerwcu 2014 został starszym trenerem w sztabie w sztabie Torosa Nieftiekamsk w rozgrywkach WHL i pozostawał w tej funkcji do drugiej połowy stycznia 2015. Od połowy lutego 2015 do drugiej połowy grudnia ponownie trenował Sibirskie Snajpiery Nowosybirsk w trakcie sezonów MHL 2014/2015 i 2015/2016. W grudniu 2015 jego kontrakt został rozwiązany, po czym Zawaruchin wszedł do sztabu trenerskiego Nieftiechimika Niżniekamsk. Na początku listopada 2016 szedł do sztabu trenerskiego Władimira Krikunowa w drużynie Awtomobilist Jekaterynburg. W sezonie KHL (2018/2019) był tam starszym trenerem. W kwietniu 2019 został głównym trenerem Sibira Nowosybirsk, wiążąc się dwuletnim kontraktem. Po sezonie KHL (2020/2021) nie przedłużono z nim kontraktu. Od maja 2021 ponownie wszedł do sztabu Awtomobilista Jekaterynburg. Na koniec listopada 2021 został mianowany głównym trenerem tamże.

## Sukcesy
Reprezentacyjne
- Srebrny medal mistrzostw Europy juniorów do lat 18: 1993
- Brązowy medal mistrzostw świata juniorów do lat 20: 1994
- Srebrny medal mistrzostw świata juniorów do lat 20: 1995

Klubowe
- Brązowy medal mistrzostw Rosji: 1997 z Saławatem Jułajew Ufa
- Srebrny medal mistrzostw Rosji: 2000 z Ak Barsem Kazań
- Trzecie miejsce w Pucharze Kontynentalnym: 2000 z Ak Barsem Kazań
- Złoty medal mistrzostw Rosji: 2008 z Saławatem Jułajew Ufa
- Finał Hokejowej Ligi Mistrzów: 2009 z Mietałłurgiem Magnitogorsk

Szkoleniowe
- Brązowy medal MHL-B: 2012 z Batyrem Nieftiekamsk
- Srebrny medal MHL-B: 2013 z Batyrem Nieftiekamsk
- Złoty medal WHL /  Puchar Bratina: 2015 z Torosem Nieftiekamsk